# Anisonyx andreaei
Anisonyx andreaei är en skalbaggsart som beskrevs av Schein 1959. Anisonyx andreaei ingår i släktet Anisonyx och familjen Melolonthidae. Inga underarter finns listade i Catalogue of Life.